# Femsjonia
Femsjonia is een geslacht van schimmels behorend tot de familie Dacrymycetaceae.

## Soorten
Volgens Index Fungorum bevat het geslacht zes soorten (peildatum maart 2023):
| Soortnaam            | Auteur(s)                              | Publicatiejaar |
| -------------------- | -------------------------------------- | -------------- |
| Femsjonia minor      | B. Liu & L. Fan                        | 1988           |
| Femsjonia monospora  | Ekanayaka, Karun., Q. Zhao & K.D. Hyde | 2017           |
| Femsjonia pezizoidea | (Henn.) McNabb                         | 1965           |
| Femsjonia rubra      | M. Zang                                | 1983           |
| Femsjonia sinensis   | B. Liu & K. Tao                        | 1988           |
| Femsjonia uniseptata | Shirouzu                               | 2017           |